# David Nash (Künstler)

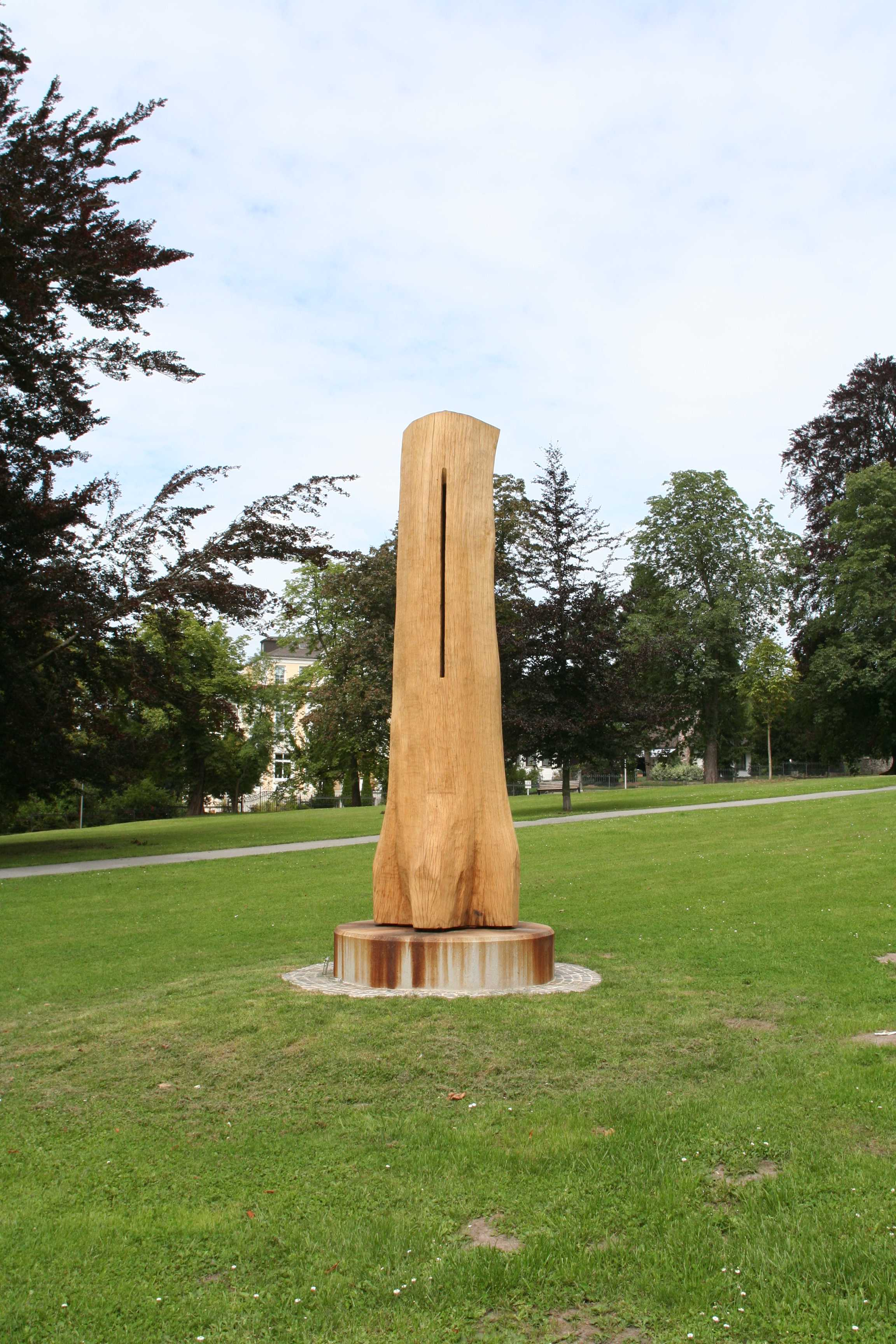
Noon Column (2007) im Coburger Hofgarten (Foto 2008)

David Nash OBE RA (* 14. November 1945 in Esher (Surrey)) ist ein englischer Bildhauer und Land-Art-Künstler.

## Leben
Nash studierte Bildhauerei von 1963 bis 1964 am Kingston College of Art, Kingston, von 1964 bis 1967 am Brighton College of Art, Brighton und absolvierte  von 1969 bis 1970 ein Aufbaustudium an der Chelsea School of Art in London. 1967 ließ er sich in Blaenau Ffestiniog, Nord Wales nieder, wo er bis heute lebt und arbeitet.
Seit 1999 ist Nash Mitglied der Royal Academy of Arts. Im Jahr 2004 wurde er mit dem Order of the British Empire ausgezeichnet.

## Werk
Nash erforscht – von den frühen minimalistischen Ansätzen bis heute – die künstlerische und künstliche Formbarkeit des natürlichen Stoffes Holz. Er verwendet für die Gestaltung seiner Skulpturen sowohl bereits verwendetes Altholz (Ancient Table, 1983, 165 × 120 × 100 cm), abgelagerte Holzbretter (Oak Rack, 1995, 71 × 57 × 29 cm), frisch geschlagenes Holz, sowie noch junges, im Wachsen begriffenes Holz. «[...] Es gibt kaum eine Form des Materials, an der sich seine Einfallskraft und symbolische Fantasie nicht bewährt hätten.»
1977 pflanzte Nash in seinem Heimatort 22 Eschen im Kreis an. Er beschnitt und erzog ihre Stämme und Äste so, dass ihre Kronen im Laufe der Jahre zu einer Kuppel zusammenwuchsen. Mit diesem Ash Dome schuf er ein auf Jahrzehnte angelegtes konzeptuelles Land-Art-Kunstwerk.
In Deutschland ist Nash mit der Arbeit Noon Column (Coburg) im öffentlichen Raum zu sehen.
Bei Noon Column leuchtet jeden Tag exakt zur Mittagszeit (im Sommer 13.20 Uhr, im Winter 12.20 Uhr) im Schatten der Skulptur ein Licht, Tierkreiszeichen verweisen auf den Jahreslauf. David Nash, der stark von der Anthroposophie Rudolf Steiners beeinflusst ist, setzt sich mit diesem Kunstwerk mit der ursprünglichen Kraft der Natur auseinander.
Nash hat bei zahlreichen Gelegenheiten große Werkgruppen ausgestellt und oft auch vor Ort geschaffen, vor allem in Großbritannien, den Vereinigten Staaten, in Japan und in Frankreich. Seine Werke befinden sich in Sammlungen vieler bedeutender Museen wie der Londoner Tate Gallery, des Soloman R Guggenheim Museums, New York, des Metropolitan Museums of Art, New York, oder des Setagaya Art Museum, Tokio.

## Sonderausstellungen (Auswahl)
- 1973: Queen Elizabeth Hall, York; Oriel Galerie, Bangor, Wales
- 1987: Setagaya Art Museum, Tokio
- 1990: Musee des Beaux-Arts, Calais; National Museum of Wales, Cardiff; Scottish National Gallery of Modern Art, Edinburgh
- 1991: Zentrum für Gegenwartskunst im Schloß Ujazdowski, Warschau (mit Leon Tarasewicz)
- 1993: Manchester Art Gallery, Manchester; Kunsthallen Brandts, Odense
- 1994: Joslyn Art Museum, Omaha; Museum of Contemporary Art, San Diego; The Contemporary Museum, Honolulu; Madison Art Center, Wisconsin; Asahikawa Museum of Art, Hokkaidō; Nagoya City Art Museum; Ashiya City Museum of Art & History, Kōbe; The Museum of Modern Art, Saitama; The Museum of Modern Art, Kamakura; Tsukuba Museum of Art, Ibaraki; Museum of Contemporary Art, Santa Monica; Santa Barbara Contemporary Arts Forum
- 1996: Museum van Hedendaagse Kunst, Antwerpen
- 1997: Kunsthalle Recklinghausen
- 2003: Eine Auswahl aus 30 Jahren Holzbildhauerei, Gerhard-Marcks-Haus, Bremen
- 2004: Holzskulpturen, Georg-Kolbe-Museum, Berlin[6]
- 2006: Fencing wood, Galerie im Prediger und Johanniskirche, Schwäbisch Gmünd
- 2008: Retrospektive, Kunsthalle Emden[7]; Naturformen, Sinclair-Haus, Bad Homburg
- 2009: Monumental Sculpture, Kunsthalle Mannheim[8]; Skulpturenpark Heidelberg
- 2009: blickachsen 7, Kurpark Bad Homburg
- 2009/10: Einzelausstellung und Iserlohner Kunstpreis, Villa Wessel Iserlohn
- 2010/2011: Yorkshire Sculpture Park[9]
- 2011: Blickachsen 8, Stadtkirche Darmstadt (4 Werke in Holz) und Kunsthalle Darmstadt (Zwei Eisengüsse, darunter Chinese Iron Dome)
- 2013: David Nash at Kew Gardens (16 Werke)
- 2015: British Art+, Museum Art.Plus, Donaueschingen[10]
- 2018: Museum Lothar Fischer, Neumarkt in der Oberpfalz
- 2018: David Nash. "Holz und Kohle", Flottmannhallen, Herne

## Auszeichnungen
- 2009: Iserlohner Kunstpreis

## Fotogalerie

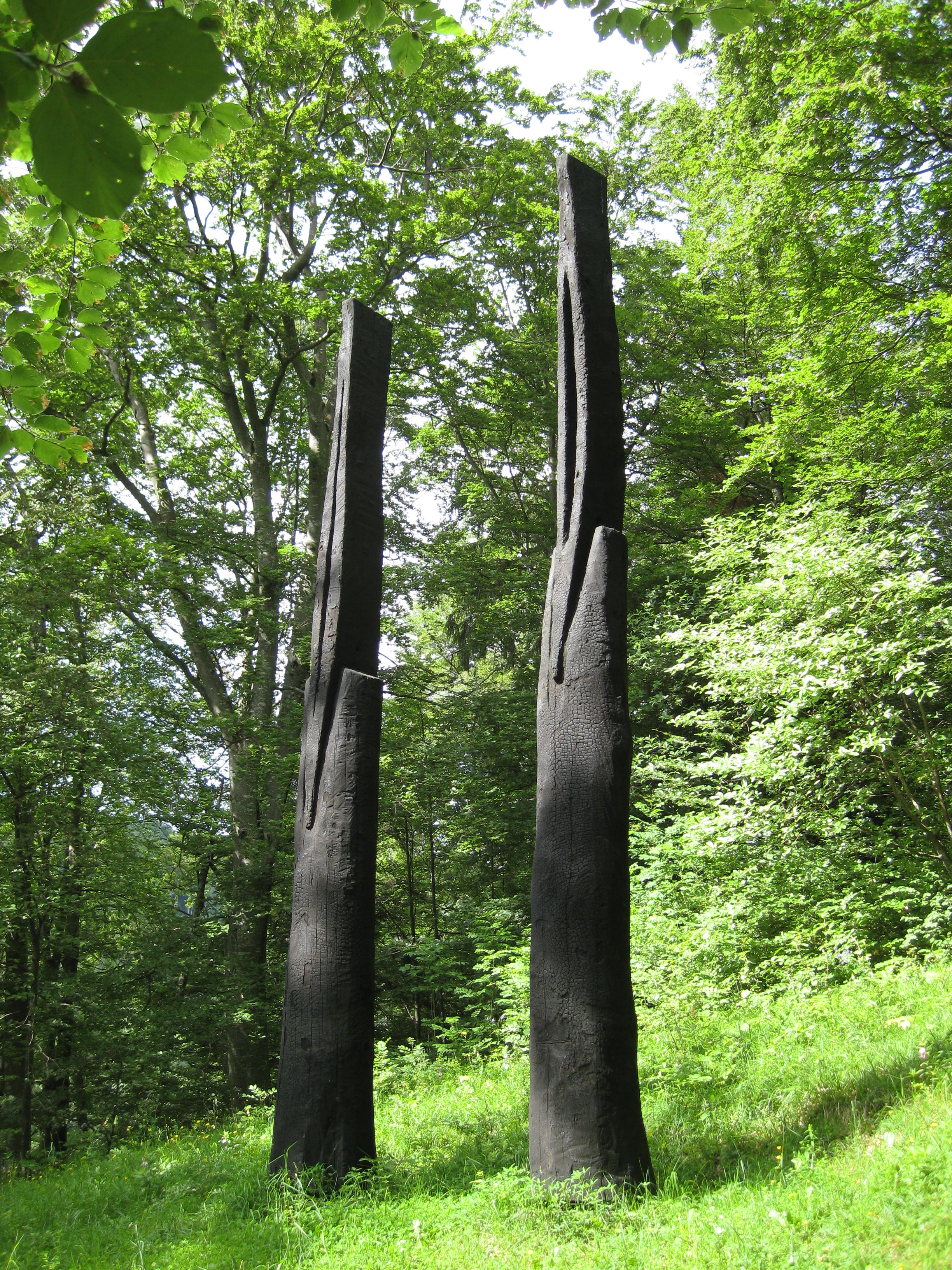
Two Charred Vessels (1997). Skulpturenpark Sculpture at Schoenthal
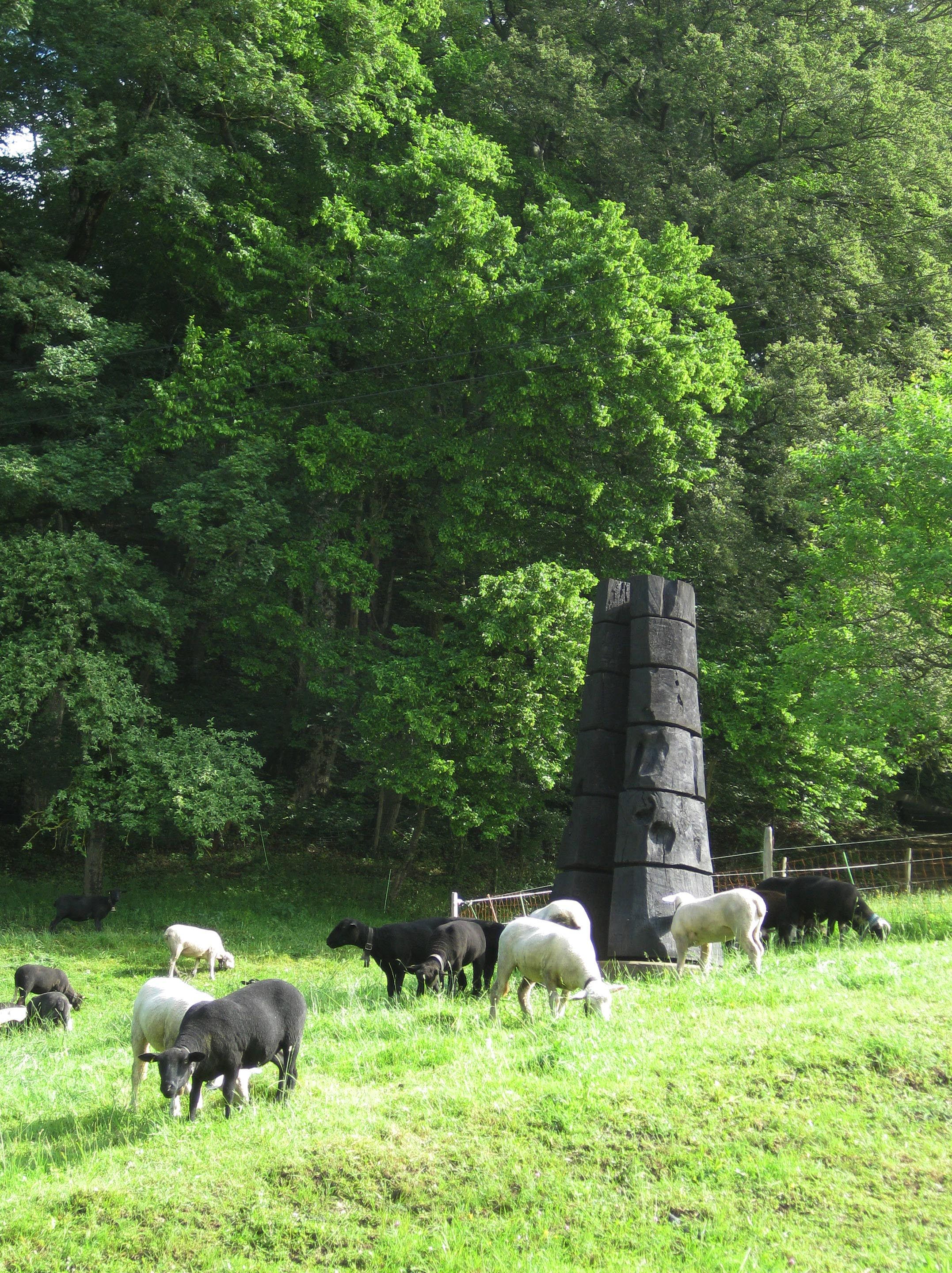
Threshold Column (1998). Skulpturenpark Sculpture at Schoenthal
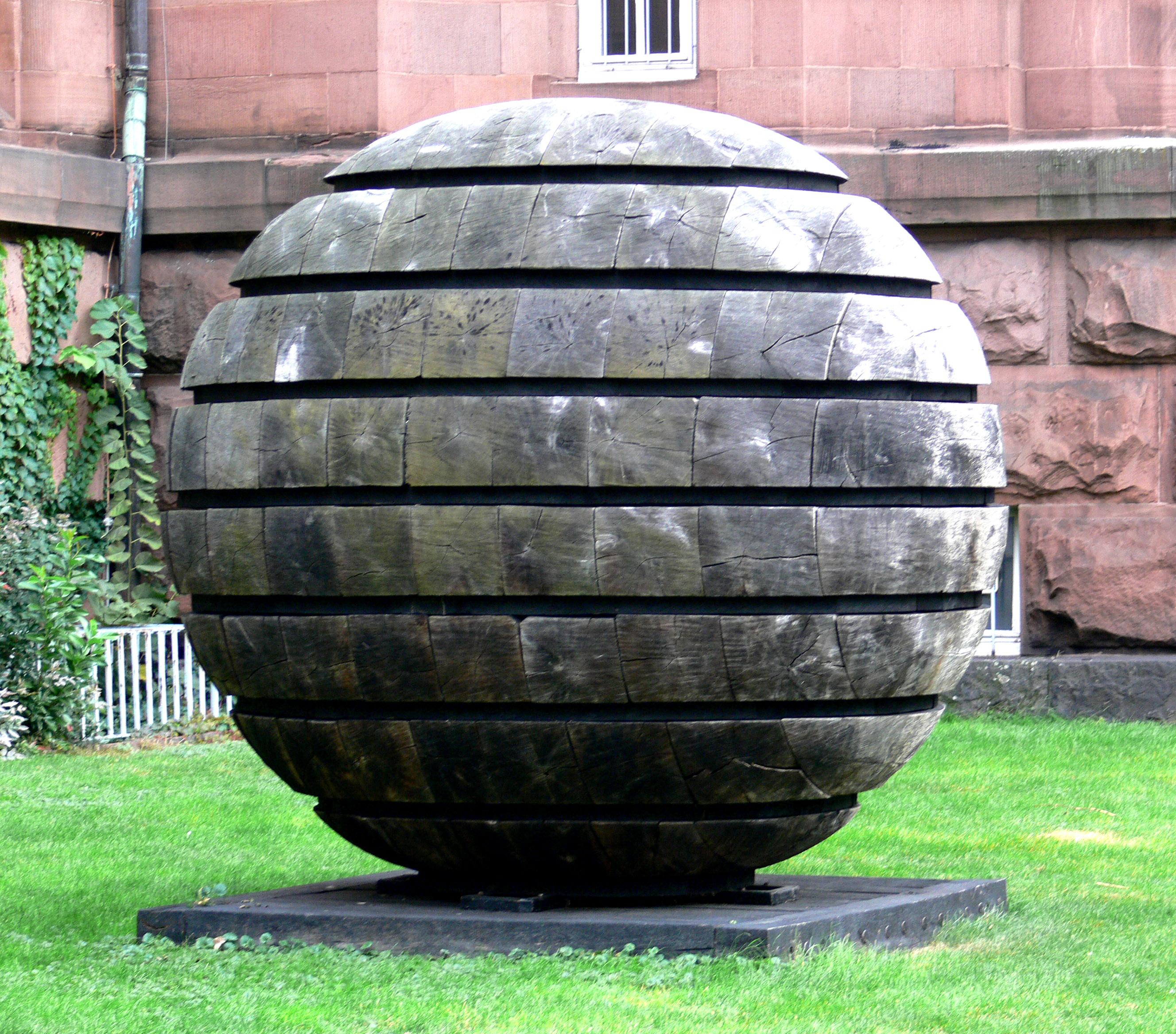
Large Sphere (2004). Skulpturengarten der Kunsthalle Mannheim
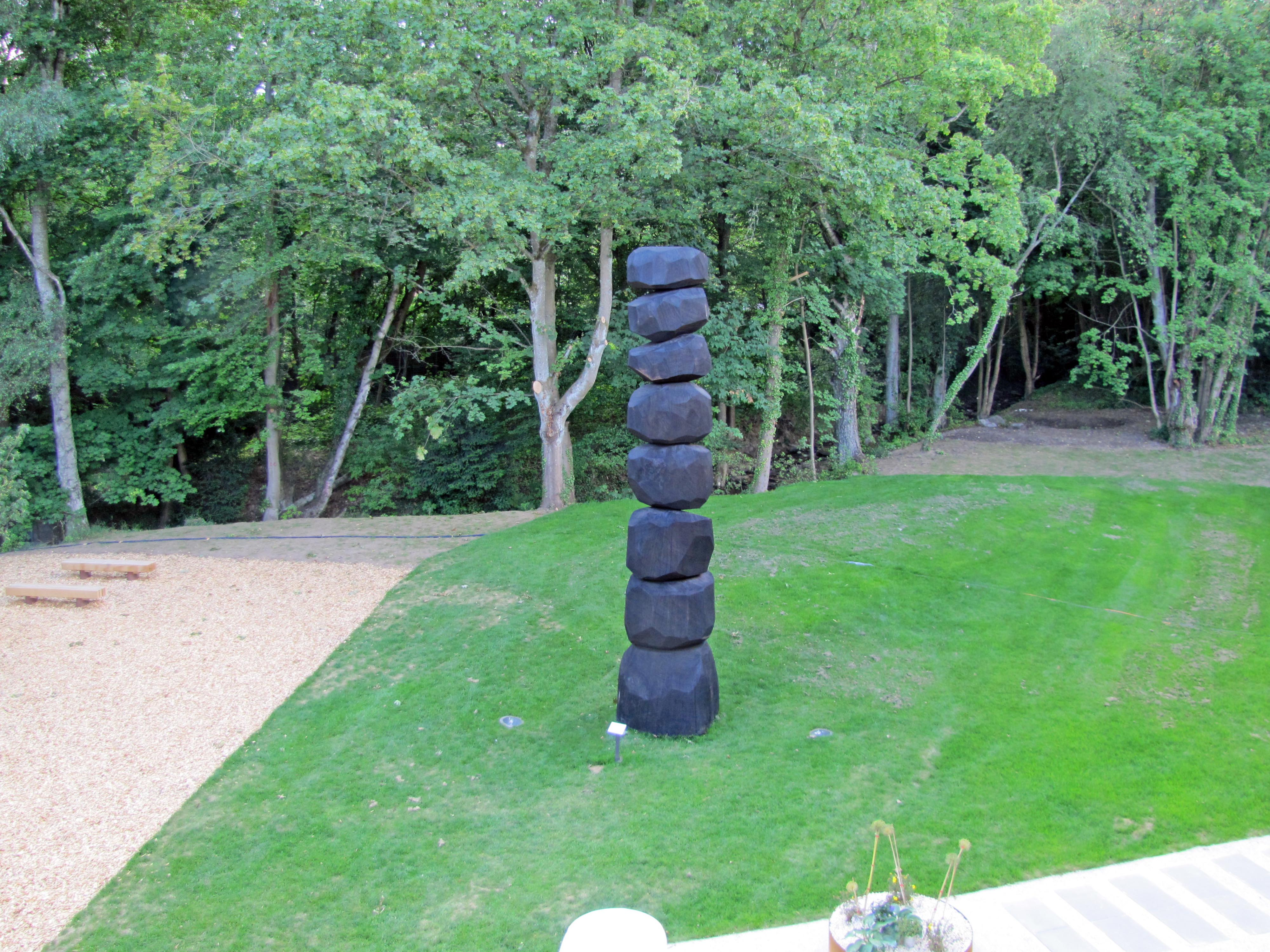
Black Column (2010). Oberursel, am Taunus-Informationszentrum